# Travel Channel (Stati Uniti d'America)
Travel Channel è un'emittente televisiva statunitense di proprietà del gruppo Warner Bros. Discovery

## Storia
Travel Channel fu fondata il 1º febbraio 1987 dalla TWA Marketing Services (una sussidiaria della Trans World Airlines), presumibilmente per rafforzare l'immagine della società. La compagnia aerea, acquisì i diritti di denominazione del canale dal Group W Satellite Communications nel 1986 e nel 1987 rilevò la posizione del transponder di Home Theater Network, in seguito alla sua chiusura. Nel 1997 la rete televisiva, fu venduta alla Landmark Communications, allora proprietaria di The Weather Channel e successivamente alla Paxson Communications. Nello stesso anno Discovery Communications, acquisì una partecipazione azionaria del 70% di Travel Channel da Paxson Communications e nel 1999, completò l'acquisto. Nel maggio 2007 Discovery Communications, alienò l'emittente televisiva alla Cox Enterprises, nell'ambito di una più ampia transazione da miliardi di dollari. Il 5 novembre 2009 Scripps Networks Interactive, comprò una partecipazione azionaria del 65% di Travel Channel, per 1,1 miliardi di dollari da Cox Communications e il 5 febbraio 2016, concluse l'operazione. L'emittente televisiva ritornò ad essere di proprietà della Discovery poiché il 6 marzo 2018, Scripps Networks Interactive, fu acquisita dalla multinazione di New York. Il 1º ottobre dello stesso anno, Travel Channel annunciò un nuovo logo stilizzato, definito in Trvl Channel e modificò la programmazione per concentrarsi sul paranormale, l'irrisolto, il raccapricciante e il terrificante.

## Programmazione
Travel Channel ha una programmazione costituita da programmi factual che trattano: safari con animali africani, game show, tour di grandi hotel e resort, viaggi, cibi esotici, fantasmi e fenomeni paranormali per un pubblico tematico:
- Adam Richman's Best Sandwich in America
- Airport 24/7: Miami
- The Alaska Triangle
- Alien Highway
- Amazing Eats
- America Declassified
- Anthony Bourdain: No Reservations
- Baggage Battles (Affari in valigia)
- Bert the Conqueror
- Bizarre Foods America
- Bizarre Foods with Andrew Zimmern (Orrori da gustare)
- Booze Traveler
- Buried Worlds with Don Wildman
- Chowdown Countdown
- Church Secrets & Legends
- Code of the Wild
- Daytripper
- The Dead Files
- Destination Fear
- Dhani Tackles the Globe
- Edge of America
- Expedition Bigfoot
- Famously Afraid
- Ghost Adventures (Cacciatori di fantasmi)
- Ghost Adventures: Quarantine
- Ghost Adventures: Serial Killer Spirits
- Ghost Brothers: Haunted Houseguests
- Ghost Loop
- Ghost Nation
- Ghosts of Morgan City
- Haunting in the Heartland
- The Holzer Files
- Hometown Horror
- Hotel Impossible (Hotel da incubo)
- Hotel Paranormal
- Insane Coaster Wars
- Into the Unknown
- Kindred Spirits
- The Layover (Tutto in 24 ore)
- Lost in the Wild
- Lost Secrets
- Most Terrifying Places
- Mountain Monsters
- My Horror Story
- Mysteries at the Castle
- Mysteries at the Monument
- Mysteries at the Museum
- Mysteries at the National Parks
- Paranormal Caught on Camera
- Portals to Hell
- Ripley's Believe It or Not!
- Samantha Brown's Great Weekends
- Sand Masters
- Strange World
- Top Spot
- Trending Fear
- Trip Flip
- True Terror with Robert Englund
- Witches of Salem
- Xtreme Waterparks
- The Zimmern List

## Fuori dagli Stati Uniti
Il 22 marzo 2012, Scripps Networks Interactive annunciò di aver accettato di pagare 65 milioni di sterline (equivalenti a 102,7 milioni di dollari) per acquisire Travel Channel International Limited, l'emittente britannica che opera in Europa, Medio Oriente, Africa e Asia che fino a quel momento, non aveva alcuna relazione diretta con il canale televisivo americano. L'accordo fu completato il 1º maggio 2012, a seguito dell'approvazione normativa.

## Loghi

26 febbraio 2011 - 30 settembre 2018
In uso da 1º ottobre 2018